# Швейцарский союз (1291—1798)
Старая Швейцарская Конфедерация, также известная как Швейцарский союз или Швейцария — государственное объединение, конфедерация в Центральной Европе, просуществовавшая с 1291 по 1798 годы (до её ликвидации Наполеоном Бонапартом). Возникла как военный союз между тремя кантонами, изначально входившими в состав Священной Римской Империи, и постепенно превратилась в самостоятельное конфедеративное государство, включающее 13 кантонов и ряд других земель. Является предшественницей современного государства Швейцария.

## Союз трёх кантонов

### Первая попытка объединения
В 1231 году император Священной Римской империи Фридрих II выкупил в пользу империи у Габсбургов Ури; в 1240 году он же даровал Швицу особую хартию вольности, в силу которой Швиц делался имперским. Габсбурги не признали этой хартии и предприняли завоевание Швица в 1245—1252 годы. На помощь Швицу пришли Ури и ещё подвластный Габсбургам Унтервальден; во время войны они заключили первый союзный договор, текст которого не сохранился. Через некоторое время Швиц и Унтервальден были вынуждены признать власть Габсбургов, и союз их распался.

### Союзный договор 1291 года

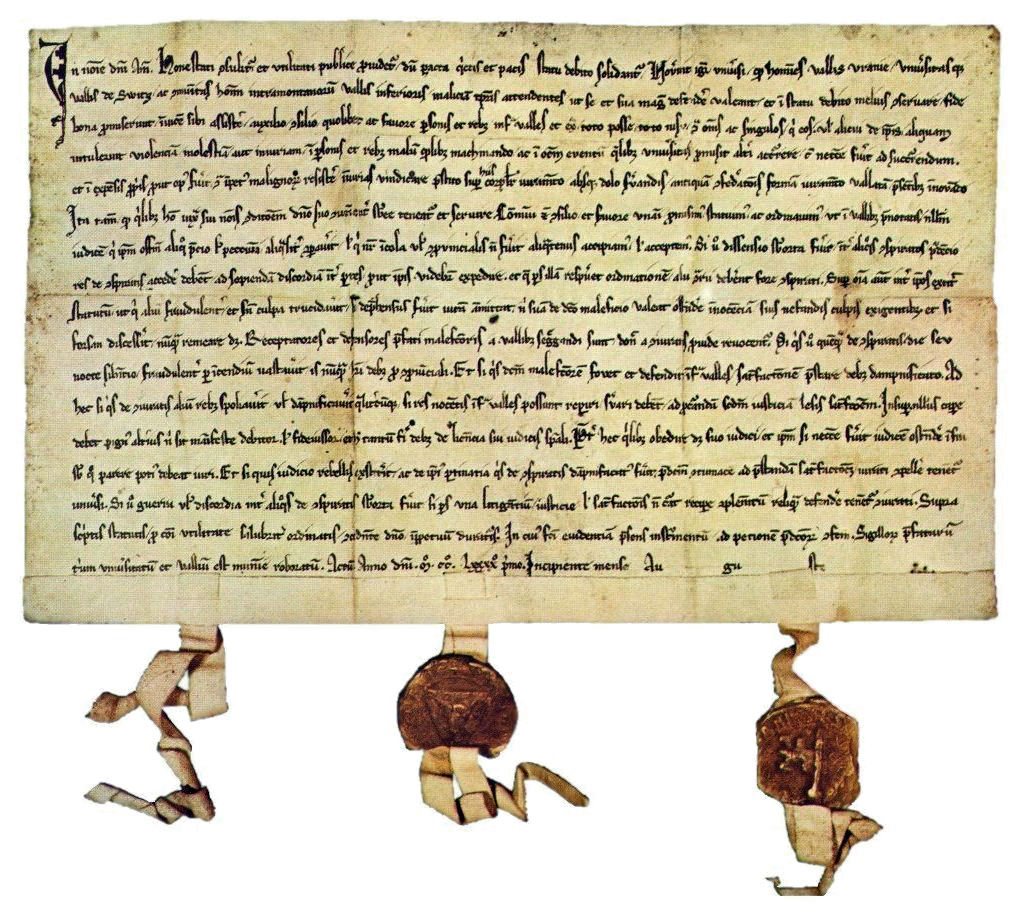
Договор 1291 года

1 августа 1291 года договор был возобновлён «на вечные времена». Акт договора, составленный гораздо позже на латыни, сохранился в архиве города Швица. Союзники обязались помогать друг другу советом и делом, лично и имуществом, на своих землях и вне их, против всех и каждого, кто захочет им всем или кому-нибудь из них нанести обиду или насилие.
Существующие права не нарушались договором: «каждый по-прежнему по своему состоянию и положению должен служить своему господину и быть ему подданным», но союзники объявили, что «не будут принимать никакого судью, который за деньги получит эту должность и не будет нашим земляком (Landsmann)». Этим отрицалось право присылки посторонних фогтов, но не сеньоральная юстиция местных сеньоров, ибо затем следовала прибавка: «каждый да повинуется своему судье».
Основной целью создания союза трёх альпийских кантонов (округов) было стремление противостоять попыткам Габсбургов подчинить их и установить свой контроль над перевалом Сен-Готард, через который шёл важный торговый путь, соединявший Германию с Северной Италией. В результате заключения союзного договора на территории Священной Римской империи возникло ещё одно — фактически самостоятельное — государство: Швейцарский союз (хотя в правовом отношении договор не упразднял юридическую зависимость кантонов от империи). Именно этот момент обычно считается началом Швейцарии как государства, хотя даже название «Швейцария» было тогда ещё неизвестно: оно появилось впоследствии после битвы при Моргартене как результат неправомерного применения имени Швица ко всем союзным общинам.
При этом 1-е августа с опорой на договор 1291 года было сознательно выбрано в качестве национального праздника только в конце 1890-х годов. До середины XIX века народные массы Швейцарии верили легендам об образовании Швейцарского союза, связанным с именем Вильгельма Телля. В соответствии с этими представлениями начало истории Швейцарии относилось к мифическому договору на Рютли в 1307 году, за которым будто бы последовало убийство фогта Гесслера Вильгельмом Теллем.

### Победа при Моргартене

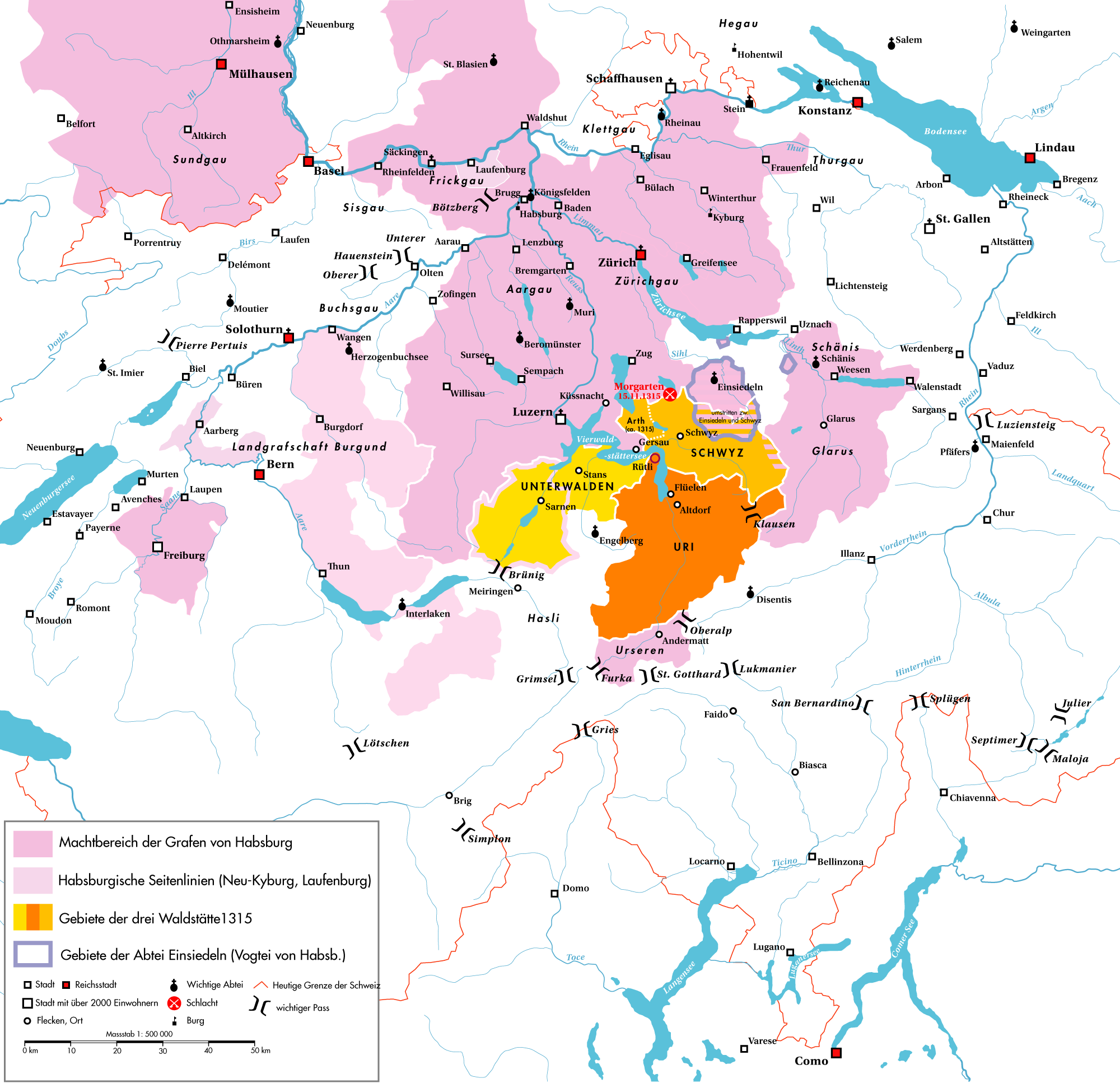
Союз трёх кантонов в 1315 году.

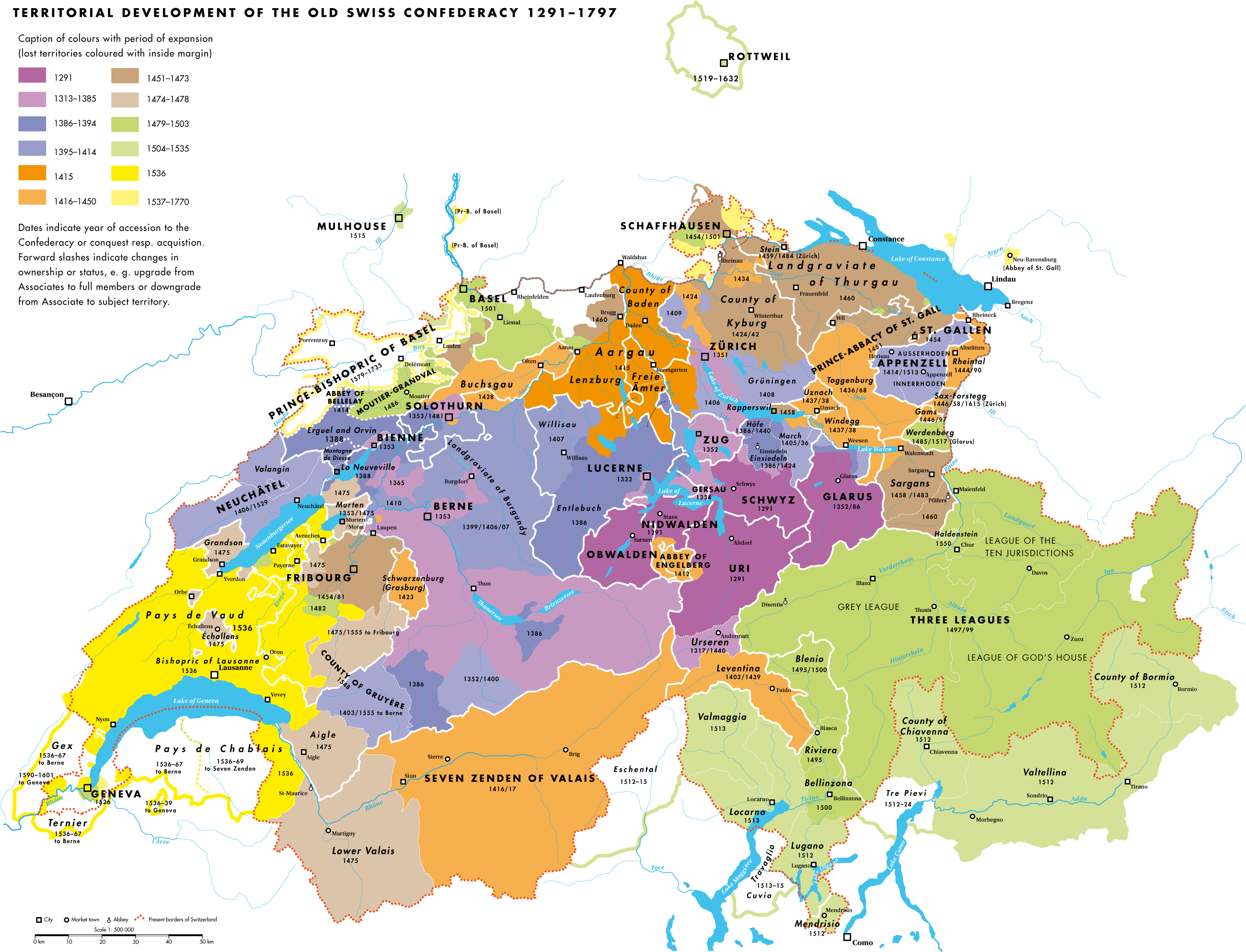
Рост территории Швейцарской конфедерации

В 1307 году король Адольф Нассауский, враждебный Габсбургам, подтвердил независимость Швица и Ури от империи особой грамотой вольности. В 1309 году Генрих VII Люксембургский подтвердил её вторично, дав, сверх того, грамоту вольности и унтервальденцам. Когда в борьбе за императорскую корону между Людовиком Баварским и Фридрихом Габсбургским союзники стали на сторону первого, брат последнего, герцог Леопольд, сделал попытку подчинить их власти Австрии. В его войске, кроме 2000 рыцарей, находились также жители Цуга, Цюриха и других швейцарских владений Австрии. Союзники[какие?] предупредили его: они вступили на территорию Цуга. Численно ничтожный отряд крестьян и охотников устроил засаду на Моргартенских высотах, над озером Эгери, откуда неожиданным нападением на неприятеля, вступившего в узкую долину между озером и горами, обратил его почти без потерь для себя в беспорядочное и бедственное для него бегство. Это сражение стало известно как битва при Моргартене; блестящая победа швейцарской пехоты над рыцарской конницей Габсбургов подняла значение союзников и обеспечила их самостоятельность.
Через 3 недели после битвы союзники подтвердили свой союз новым договором, заключённым в Бруннене (9 декабря 1315) на вечные времена; договор был составлен по-немецки. В начале 1316 года Людовик Баварский грамотами на имя трёх земель подтвердил вольные грамоты своих предшественников. Зависимость от империи выражалась, в силу этих грамот, только в том, что император назначал одного общего имперского фогта для всех трёх земель, но власть этого фогта была совершенно призрачной.
Союз 1291 и 1315 годов был и оставался чисто и исключительно военным и не стеснял независимость земель (нем. Orte; французский термин «кантон» входит в употребление не ранее XVI века, но окончательно вытесняет старый термин Ort только в конце XVIII века). Самостоятельное развитие трёх первоначальных земель шло в сторону демократизации. Крепостные (Hörige и Leibeigene) монастырей в Швице и местных сеньоров в Унтервальдене постепенно освобождались, как только сеньоры перестали иметь опору во внешней власти. Процесс этот закончился не ранее XVI века.

## Союз восьми кантонов

### Образование союза восьми кантонов
Свободе первоначальных кантонов постоянно грозила опасность, пока город Люцерн, тесно связанный с ними Фирвальдштетским озером, находился во власти Габсбургов, которыми он был куплен в 1291 годах. Как раз к этому времени связь с Люцерном у других лесных кантонов стала особенно тесной: они оставались чисто сельскими, тогда как в Люцерне, как и во многих других городах Швейцарии (в особенности в Цюрихе и Базеле), возникла и развилась шерстяная и льняная (а в Цюрихе и шёлковая) промышленность. Люцерн сбывал свою продукцию в союзные кантоны в обмен на сырьё. Развившаяся в нём цеховая организация не ладила с назначенными от Габсбургов фогтами.
В 1332 году люцернцы вступили в вечный союз с тремя уже союзными землями; таким образом, Союз охватил все земли вокруг Фирвальдштетского озера. Австрия не хотела примириться с этим, но война 1336 года не привела ни к чему. В 1343 году сторонники Австрии в самом Люцерне устроили заговор, но он был раскрыт и заговорщики казнены. В 1346 году избранный императором Карл IV, соперник Людовика Баварского, восстановил все права Габсбургов в Швабии (в составе которой числилась Швейцария), признав грамоты своих предшественников не имеющими силы. Но это восстановление было чисто бумажным.
В 1351 году имперский город Цюрих ввиду предстоявшей ему войны с Австрией вступил в «вечный союз» с тремя первоначальными кантонами, причём выговорил себе сепаратные права. В последовавшей затем войне союзники завоевали австрийские владения Гларус и Цуг, но предпочли приобрести их поддержку, приняв их в свой союз на равных началах (1352). В 1353 году имперский город Берн, который уже в 1339 году, при помощи союзных кантонов, разбил в битве при Лаупене войска враждебной ему коалиции (города Фрайбурга, города Золотурна и нескольких графских родов в Бернском Оберланде), опиравшейся на Габсбургов, заключил союз со Швицем, Ури и Унтервальденом (но не с Цюрихом и не с Люцерном).
Таким образом, к первоначальным трём кантонам Швейцарского союза (Швиц, Ури и Унтервальден) примкнули ещё пять — Люцерн (1332), Цюрих (1351), Цуг (1352), Гларус (1352) и Берн (1353), и общее число входящих в союз кантонов достигло восьми (при этом вновь присоединившиеся кантоны — кроме Гларуса — были кантонами «городскими»).

### Консолидация союза восьми кантонов
На первых порах положение союза восьми кантонов не было, однако, стабильным: по Регенсбургскому миру 1355 года, которым закончилась война с Австрией, союзники должны были отказаться от Цуга и Гларуса, но отстояли независимость остальных земель, хотя с некоторыми обязательствами по отношению к Габсбургам (так, Цюрих не должен был давать своего гражданства подданным Австрии и не должен был вступать ни в какие союзы без одобрения герцога австрийского).
В 1364 году Лесные кантоны совершили нападение на Цуг, завоевали его и вновь приняли в свой союз. В 1370 году шесть земель (Лесные кантоны, Цюрих и Цуг, без Берна) заключили между собой новое соглашение, так называемую Поповскую хартию (Pfaffenbrief). Пробст капитула цюрихского собора из личной мести захватил в плен люцернского шультгейса и его спутников, возвращавшихся с цюрихской ярмарки, а затем отказался явиться на светский суд. Волнение, вызванное этим событием среди союзников и даже среди цюрихцев, которые видели в этом нарушение мира своей ярмарки, заставило его освободить пленных. Поповская хартия подтвердила обязанность соблюдать мир на территории союзных земель, расширила юрисдикцию светских судов на преступления, совершённые духовными лицами, и точно определила подсудность преступлений, совершённых жителями одной из союзных земель против жителей другой. Это был первый вполне гражданский договор между союзниками.
На Констанцском сейме (1385) некоторые швейцарские кантоны (Берн, Цюрих, Цуг, Люцерн) вступили в договор с городами Швабии (в том числе Базелем и Золотурном), в расчёте найти в них поддержку против Австрии; но когда действительно началась война, вызванная стремлением Австрии расширить свои владения в Швейцарии, швейцарцы были оставлены без помощи. Тем не менее они успели овладеть несколькими австрийскими городами, в том числе Земпахом (в нынешнем кантоне Люцерн). Сюда подоспел герцог Леопольд III; произошла битва (1386), в которой герцог был убит, а швейцарцы одержали вторую блестящую победу над австрийскими рыцарями, вновь и окончательно закрепившую их независимость.
Ещё за несколько недель до этой битвы гларусцы подняли восстание против австрийцев, перебили их гарнизон и заявили о своём присоединении к Союзу. Австрия, несмотря на земпахское поражение, отправила новое войско против Гларуса, но оно было разбито при Нефельсе. В 1389 году союзники заключили с Австрией благоприятный для них мир на семь лет, который в 1394 году был возобновлён на 20 лет, в 1412 году — на 50. Таким образом к 1389 году закончилось образование союза восьми кантонов (или «Союза 8 старых земель», нем. Eidgenossenschaft или Bund von acht alten Orten), который в таком виде сохранялся до 1481 года.

### Структура союза восьми кантонов

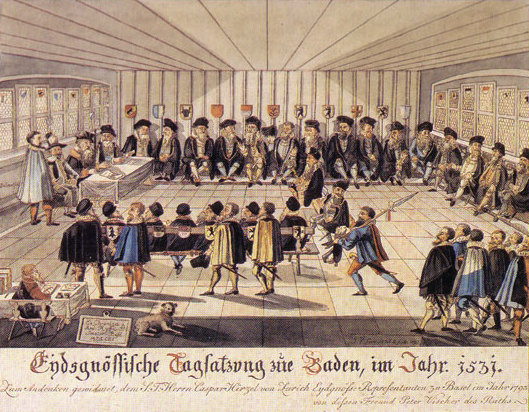
Тагзатцунг 1531 года в Бадене (рисунок 1790-х гг.)

Новым юридическим актом, признававшим и подтверждавшим этот союз, притом единственным общим для всех 8 земель и ещё Золотурна (участвовавшего в Земпахской битве на стороне союзников), была Земпахская грамота 1393 года, подтверждавшая и расширявшая положения Поповской хартии о земском мире. Союз (включавший, помимо полноправных кантонов, несколько союзных земель) признавал верховенство империи, но оно было почти фиктивно и всё более теряло своё значение. Так, Цюрих в 1400 году откупился от платежа всех налогов и от имперского фогта, а в 1425 году получил от императора право чеканки монеты. То же происходило в XII—XV веках и в других городах Швейцарии. Фогты в первоначальные кантоны также более не назначались. Тем не менее союзники посылали своих представителей на немецкие рейхстаги до самой бургундской войны (1474 год).
Внутренние отношения между кантонами союза были и оставались вплоть до 1798 года совершенно свободными и добровольными. При этом кантоны различались юридическим статусом, социальным составом общин, особенностями экономики. Постоянных органов центрального управления Швейцарский союз не имел, а верховной властью считался тагзатцунг — нерегулярно созываемое собрание представителей кантонов (союзные земли права решающего голоса на нём не имели), на котором решались общие для всего союза вопросы. На тагзатцунге каждый кантон имел один голос, причём вопросы почти всегда решались единогласно, так как заставить меньшинство подчиниться решению большинства можно было только путём войны; не было ни общей исполнительной власти, ни общей армии. Каждый из кантонов проводил самостоятельную внутреннюю и внешнюю политику, но обязывался не действовать во вред общим интересам союза.
Между союзниками время от времени случались и вооружённые столкновения. Так, в 1436—1450 годах велась в три приёма (1436, 1442, 1443 и 1450) Старая цюрихская война между Цюрихом и Лесными кантонами, из-за спора о наследстве вымершего рода графов Тоггенбургов; в этой войне Цюрих даже соединялся с Австрией, но, несмотря на это, потерпел поражение.

### Союзные земли
С соседями союзники вели войны иногда все сообща, иногда — коалицией из нескольких кантонов. В течение XV века войны эти для швейцарцев в основном были успешны, и они расширили свои владения; при этом они не принимали завоёванных земель в свой союз, управляя ими именно как завоёванными. Юридический статус этих земель был различен: иногда эти подчинённые земли управлялись одним из кантонов союза, иногда — одновременно несколькими (кондоминиумы).
В 1415 году швейцарцы отвоевали от Габсбургов Аргау и поделили его: часть досталась Берну («Бернский Аргау») часть — другим союзникам, образовав кондоминиумы Графство Баден и «Вольные Штаты» (нем. Freie Ämter). В 1460 году было завоёвано Ландграфство Тургау, также обращённое в кондоминиум. Все эти земли управлялись их владельцами сообща, нередко деспотически и своекорыстно.
На иных началах к Союзу присоединился Вале. Восточная, немецкоязычная часть этой земли (Верхний Вале) уже в начале XIV века была практически свободна от власти савойских графов и образовала «Республику Вале». В 1416 году республика заключила союз с Ури, Унтервальденом и Люцерном, став союзной землёй (другое название таких территорий — «приписанные земли», нем. Zugewandte Orte) Швейцарского союза. В 1475 году Республика Вале разбила савойцев и подчинила себе франкоязычную часть этой земли (Нижний Вале); с этого времени статус союзной земли имел уже весь Вале.
Ещё в 1353 году — с присоединением Берна к Союзу — статус союзных земель обрели города Биль (в союзе с Берном с 1279 года) и Золотурн (в союзе с Берном с 1295 года). В 1406 году аналогичный статус получило Графство Невшатель (с 1532 года — княжество), также вступившее в союз с Берном. В 1411 году союзной землёй стал Аппенцелль, освободившийся от власти Санкт-Галленского монастыря и заключивший союзный договор со всеми кантонами Союза, кроме Берна. В 1436 году союзной землёй стало Графство Зарганс, заключившее союз с Цюрихом (в 1483 году обращено в кондоминиум). В 1451 году союзной землёй стало Аббатство Санкт-Галлен (договор со Швицем, Люцерном, Цюрихом и Гларусом), а в 1454 году — города Санкт-Галлен, Шаффхаузен и Фрибур.
Помимо союзных земель, существовали ещё протектораты (нем. Schirmherrschaften) — небольшие территории, обеспечившие себе «покровительство» одного или нескольких кантонов. Примером может служить крохотная Республика Герзау (до 1798 г. — самая маленькая европейская республика), ставшая в 1332 году протекторатом Швица, Ури, Унтервальдена и Люцерна.

### Внутренняя организация кантонов
Внутренняя организация земель была разнообразна. Первоначальные кантоны издавна были демократическими, а по освобождении от власти Габсбургов — демократическими республиками. Они управлялись всенародным сходом — Landesgemeinde, созывавшимся обыкновенно весной; здесь решались все важнейшие вопросы, выбирались Landamman (старшины), судьи, в случае надобности послы на союзный сейм и другие должностные лица. На сходы могло сходиться всё свободное мужское население, а иногда и несвободное или полусвободное. В XV веке был установлен повсеместно возрастной ценз, и притом в 14 лет (в таком виде он сохранился до 1798 года); до этого возраста мальчики могли присутствовать (и присутствовали) на сходах, но без права голоса. Такое же управление выработалось в Аппенцелле после принятия его в Союз на равных правах с другими кантонами (1513); ландамман, назначавшийся сначала союзниками, был тогда заменён избираемым. Близкая к этому система управления господствовала в Цуге, в котором город управлялся избираемыми шультгейссом и городским советом, деревни — ландамманом и сельским советом (Landrath); впоследствии город и деревни слились в одну единицу, с общими амманом и советом, тоже избиравшимися.
В других кантонах, более городского характера, существовала резкая противоположность между городом и подвластными ему землями. В самом городе шла борьба между старыми патрицианскими родами, бюргерами (преимущественно торговцами, банкирами) и низшим классом населения — ремесленниками, организованными в цехи. Смотря по большей или меньшей силе того или другого из этих классов, власть организовывалась так или иначе: между демократическим Цюрихом и аристократическим Берном, где в шультгейссы и в Большой совет входили только представители патрициев, были различные промежуточные ступени в виде Люцерна, Гларуса и др. Как аристократические, так и демократические города одинаково стремились к власти над прилежащей территорией исключительно в своекорыстных интересах, и старались не давать ей ни самоуправления, ни доли в управлении городом и страной. Иногда приходилось делать уступки жителям сёл (Вальдмановское соглашение 1489 года в Цюрихе), но при первой возможности они брались назад.
Несмотря на это, в XIV, тем более в XV в. Швейцария была, в общем, наиболее свободной и наиболее демократической страной во всём мире, и вместе с тем страной, пользовавшейся наибольшим благосостоянием и наибольшим благоустройством; безопасность и обеспеченность личности и имущества там были больше, дороги безопаснее от разбоев, чем где бы то ни было. Развитие торговли и промышленности было отчасти следствием этих явлений, отчасти содействовало им. В XV веке в Союзе господствовало уже повсеместно денежное и даже кредитное хозяйство; развились банки (в значительной степени в руках евреев, в это время появившихся в швейцарских городах, под охраной швейцарской свободы).

### Внешняя политика союза восьми кантонов
Дружеские отношения между Швейцарским союзом и Сигизмундом, герцогом Тирольским, завязавшиеся после присоединения к Союзу Тургау, вовлекли Союз в сферу политических отношений с могущественными соседними державами. Сигизмунд и союзный с ним Людовик XI, король французский, вовлекли Швейцарию в войну с Карлом Смелым Бургундским (1474—1477); в этой войне швейцарцы одержали несколько крупных побед, из которых наиболее громкие — при Грансоне, Муртене и Нанси; в последней битве погиб сам Карл, и она окончила войну.
В 1478 году союзники предприняли поход против Милана и победой при Джорнико обеспечили себе обладание уже принадлежавшей им (собственно, Ури) Левентинской долиной. Бургундская война имела весьма крупное значение для Швейцарии. Создав для неё славу непобедимости, она заставила иностранцев искать в ней наёмников для своих войск (см. Швейцарские наёмные войска). Вместе с тем война внесла в страну идеи внешнего политического могущества, увеличила значение военных и косвенно содействовала уменьшению внутренней безопасности, увеличению числа разбоев и других преступлений. Она же была главной причиной того, что соседние земли стали стремиться к вступлению в Швейцарский союз. Союзники не всегда охотно шли навстречу этим стремлениям. Старые союзники Берна, Фрибур и Золотурн, принимавшие участие в бургундской войне на стороне союзников, в 1477 году обратились с соответственной просьбой, но она была сначала отвергнута, вследствие нежелания первоначальных кантонов; причина нежелания лежала по отношению к Золотурну — в распре между ним и Унтервальденом, по отношению к Фрибуру — во французском (следовательно, иностранном) характере его населения. Желавшие союза земли, в том числе Люцерн, заключили с Фрибуром и Золотурном отдельный договор, что грозило междоусобной войной: первоначальные кантоны ссылались на договор 1332 года, не предоставлявший Люцерну права сепаратных договоров, а подвластные Люцерну сельские области хотели воспользоваться случаем, чтобы свергнуть его власть. До войны, однако, дело не дошло.

## Союз десяти кантонов
В 1481 году в Стансе был созван сейм, где примирительную роль сыграл унтервальденец Николай из Флюэ; отдельный договор городов с Фрибуром и Золотурном был уничтожен, и вместо старых отдельных договоров (до этого времени Цюрих, Берн и Гларус не имели договоров между собой и были связаны друг с другом только через посредство первоначальных кантонов) был заключён новый договор (Станское соглашение) — общий для всех 10 земель (включая и новые «городские кантоны» Фрибур и Золотурн), которые входили в союз на равных и одинаковых для всех основаниях. В договор вошли, в обобщённом для всех земель виде, все существенные постановления из Поповской хартии: о земском мире, юрисдикции судов и прочее. Заключение новых сепаратных договоров не было, однако, запрещено, и они заключались в большом числе.
Со времени Станского соглашения союзники считали окончательно расторгнутой свою связь со Священной Римской империей и смотрели на себя как на совершенно отдельную европейскую державу. Ввиду этого они отказались исполнить требование, обращённое к ним императором Максимилианом и Вормсским рейхстагом (1495) относительно сбора денег на борьбу с турками. Это вызвало войну Швейцарии со Швабским союзом (1499). Войска Швабского союза были разбиты в нескольких битвах, особенно на речке Бирсе (в кантоне Берн), и император, при посредничестве Людовико Моро (Миланского), заключил Базельский мир (1499); империя отказалась от всяких притязаний на подати со Швейцарии, на военное и судебное верховенство над ней.
Таким образом, в самом конце XV века конфедерация кантонов обрела — после длительной борьбы и новых военных побед швейцарцев — фактическую автономию от империи (формально же расторжение связей Швейцарии с империей было признано только Вестфальским миром (1648 года).
Значительную роль сыграли швейцарцы в итальянских войнах. С помощью швейцарских наёмников Карл VIII завоевал в 1494 году Неаполь, а Людовик XII в 1500 году — Милан. Папа Юлий II привлёк швейцарцев на свою сторону; в качестве союзников папы они восстановили власть Максимилиана Сфорца в Милане и победой над французами при Новаре (1513) закрепили его власть. Для себя швейцарцы получили от Людовика XII Беллинцону, Лугано, Локарно, Киавенну, Вальтелин, вообще южную часть Тичино, находившуюся до тех пор во власти Милана. Тичино был обращён в покорённую страну. Дальнейшая служба швейцарцев герцогу Сфорце была менее успешна. Франциск I разбил их в двухдневной битве при Мариньяно (1515) и заключил с ними «вечный мир», в силу которого они уплатили контрибуцию в 700 000 крон и обязались отказаться от вмешательства в итальянские дела.

## Союз тринадцати кантонов

### Образование союза тринадцати кантонов

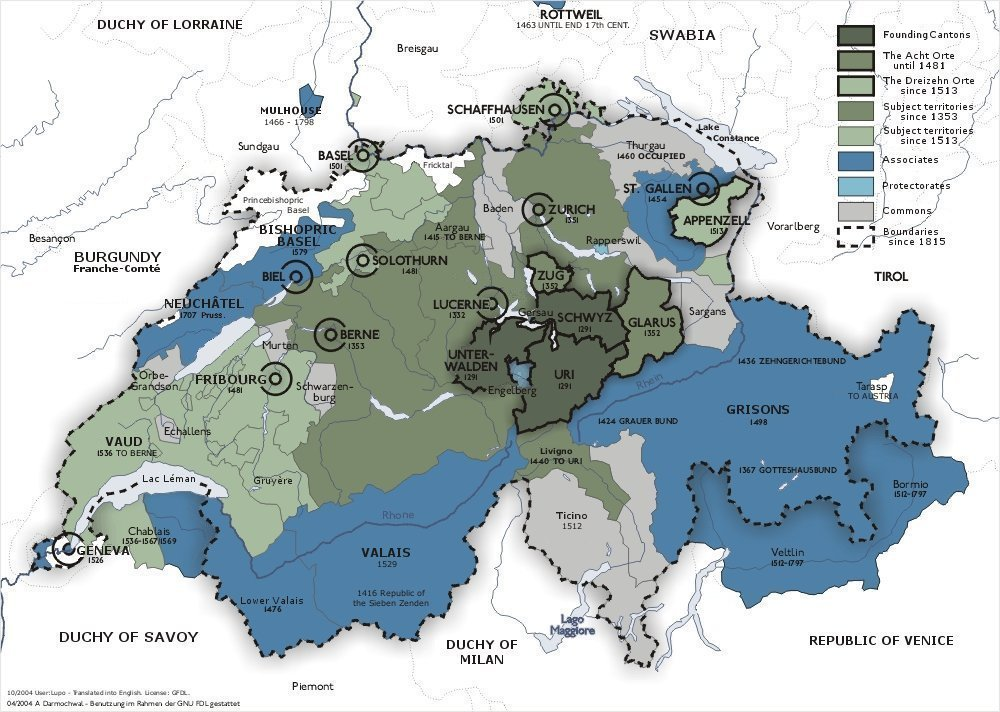
Швейцарский союз с 1291 до начала XVI века

В 1501 году в Союз были приняты «городские кантоны» Базель (где ещё в 1460 году был основан первый в Швейцарии университет) и Шаффхаузен; в 1513 г. равноправным членом Союза стал и «сельский кантон» Аппенцелль из бывшей ранее (как и Шаффхаузен) союзной земли. В результате число полноправных кантонов достигло тринадцати и с тех пор вплоть до 1798 г. не менялось. Численность населения Швейцарии в первой половине XVI в. достигала 900 тыс. человек. По заключённому 22 сентября 1499 года (после победы швейцарцев в Швабской войне) Базельскому миру, Союз был освобождён от всех обязанностей перед империей, так что связь с ней стала чисто формальной.
Швейцария этого времени оставалась конфедерацией — без постоянных органов центральной власти, общей монеты, армии, знамени и печати. Верховным органом по-прежнему был сейм — Тагзатцунг (Tagsatzung), на сессиях которого принимались — в соответствии с принципом единогласия — все основные решения как по внутри-, так и по внешнеполитическим вопросам. В состав Тагзатцунга входили полномочные депутаты кантонов, которые представляли также зависимые от них союзные земли и фогтства.
Кроме 13 кантонов, в состав Швейцарского союза входило довольно много «приписанных земель» — земель, дружественных (verbündete) с тем или другим (или несколькими) из членов Союза (Eidgenossenschaft). Совершенно особенное положение среди них занимал Нёвшатель — самостоятельное княжество (со своими князьями), находившееся под покровительством Швейцарии (позднее княжеская власть досталась в нём королю прусскому, и это было прусское княжество в Швейцарском союзе). К числу союзных земель принадлежали также епископство Базельское, аббатство Санкт-Галленское и город Санкт-Галлен (они одновременно с Аппенцеллем просили о принятии в Союз на правах кантона, но получили отказ), Биль, Граубюнден, Вале, несколько позднее (с 1526 г.) — Женева. Сюда же относятся два города, заключавшие союз с некоторыми из кантонов и находившиеся в таких же отношениях к Швейцарскому союзу, как и предыдущие, хотя и лежали вне пределов Швейцарии: Мюльхаузен (в Эльзасе; оставался в составе Швейцарии до 1798 г.) и Ротвайль (в Вюртемберге; входил в состав Швейцарии до 1632 г.).
В ином положении находились кондоминиумы — земли, прямо подвластные сразу нескольким кантонам. Лугано, Локарно и другие города Тичино были подвластны частью 8, частью 7 кантонам; Беллинцона принадлежала Ури, Швицу и Нидвальдену (одной половине Унтервальдена); Уцнах и Гастер — Швицу и Гларусу, и т. д. Одному Берну принадлежал с 1536 г. весь Во. Таким образом географические границы Швейцарии, если считать и союзные, и подвластные земли, были почти те же, что и теперь.
Разница в положении членов Союза, союзных земель и земель, находившихся в общем владении, состояла в следующем. 13 земель принимали равное участие в сеймах (Tagsatzungen) Конфедерации. Эти сеймы созывались по мере надобности, но часто созывались они любым из членов в любом городе — чаще всего в Люцерне, как более удобном по центральности положения. Решения на сеймах принимались согласно инструкциям правительств, приславших своих представителей; при возбуждении новых вопросов участники сейма откладывали их для доклада («ad referendum») своим правительствам. На Станской конференции уже поднимался вопрос о желательности более прочной и тесной связи между кантонами, но ничего для этого сделано не было. Однако фактически после неё на сеймах решали гораздо более разнообразные вопросы, чем раньше; сделано было кое-что для улучшения путей сообщения между кантонами, для упорядочения общими усилиями полиции и т. д.
Союзные земли в сеймах сначала вовсе не участвовали, а потом стали приглашаться туда, но представители их сидели на особых местах и не пользовались равным правом голоса. Впрочем, само положение союзных земель было весьма разнообразно и зависело от договора, на основании которого они стали в такое положение по отношению к Союзу. Иногда это были земли, вступившие в Союз по принуждению, иногда — присоединившиеся к нему добровольно; чаще всего они находились в союзе лишь с двумя или тремя из кантонов. Земли, состоявшие в общем владении, управлялись обыкновенно так, что владевшие ими кантоны назначали в них по очереди фогта на 1 или 2 года.
Кантоны, союзные земли и фогтства служили главными звеньями политико-административной системы Швейцарского союза. Органами управления в городах являлись, как правило, Большой совет, Малый совет и магистрат (последний ежегодно переизбирался и состоял из бургомистров, коллегий шефенов и отраслевых комиссий). Депутатами обоих советов обычно оказывались представители патрициата и цехов; при этом значение Больших советов постепенно снижалось — параллельно с ростом полномочий Малых советов. Во всех кантонах Швейцарии былая демократия отступала перед натиском олигархий.
По населению города Швейцарии были невелики. Даже самые крупные из них — Базель и Женева — имели от 10 до 17 тыс. жителей; Цюрих — до 8 тыс., Берн — около 5,5 тыс., остальные — и того меньше.

### Реформация в Швейцарии
В духовном и культурном отношении немецкая Швейцария осталась связанной с Германией даже после прекращения политической связи; французская сохраняла такую же связь с Францией. Реформация началась в Германии и Швейцарии одновременно. В 1519 году Ульрих Цвингли начал в Цюрихе свою реформаторскую деятельность. В Санкт-Галлене проповедником и двигателем реформации почти одновременно с Цвингли выступил его друг, учёный-гуманист Иоахим Ватт, бывший в Санкт-Галлене городским врачом. Он добился того, что в 1523 году город сменил прежних священников и назначил новых сторонников реформы. В Шаффхаузене горячим сторонником реформы явился аббат монастыря Всех святых Михаил Эггенсдорф. Движение не коснулось только сельских кантонов.
В 1525 году анабаптистское движение, захватившее Германию, отразилось и в Швейцарии, преимущественно в подвластных Цюриху сёлах. Здесь под знаменем религиозной реформы требовалось изменение положения крестьянства (допущение его депутатов в Большой совет, отмена некоторых повинностей, изменение законов об охоте и т. д.). Диспуты с анабаптистами, устроенные Цвингли, цели не достигли. Крестьяне сожгли и разграбили несколько монастырей, сделали несколько нападений на город, но в конце концов были усмирены, хотя правительству пришлось сделать им некоторые уступки («Каппельская грамота»). Анабаптизм не оставил в Швейцарии заметных следов. В 1528 году принял реформацию Берн; за ним последовал Базель (где одно время жил и проповедовал Кальвин). Везде переход к реформации был постановлен городскими советами, причём меньшинство и сельские округа были принуждены подчиниться. В кантонах Аппенцелль, Гларус и Граубюнден, ввиду невозможности прийти к общему решению, была провозглашена свобода совести.
Религиозный спор вызвал войну. Цюрих, Берн, Санкт-Галлен, Биль, Мюльгаузен, Базель, Шаффхаузен заключили союз между собой; против него стал союз 5 католических кантонов с Вале и Австрией. Первая религиозная война (1529) окончилась победой протестантов, за которой последовал мир в Каппеле (отсюда выражение «первая каппельская война»); решение религиозных вопросов предоставлено на усмотрение общин. Католические кантоны не допустили, однако, у себя протестантской проповеди; началась вторая каппельская война, окончившаяся победой католиков в битвах при Каппеле (где был убит Цвингли) и при Губеле (в Цуге) и вторым каппельским миром, которым союз протестантских городов был расторгнут. Швейцария распалась на католическую и реформатскую.
Вне этих отношений стояла западная Швейцария. В Женеве, которая в 1526 году ради самозащиты от герцогов Савойских заключила союз с Берном и Фрайбургом, начал проповедь сначала Фарель, потом (с 1536 года) Кальвин. Религиозной борьбой попытался воспользоваться герцог Савойский, чтобы вновь подчинить себе Женеву, но не только не преуспел в этом, а потерял в войне с Берном принадлежавшие ему ещё Во (южная часть нынешнего кантона, но без Лозанны, составлявшей особое епископство, тоже доставшееся Берну) и небольшие сеньории Же и Шабле (обе принадлежат ныне Франции). Все попытки Савойи возвратить себе Во остались безрезультатными; только по договору 1564 года Берн уступил ей обратно Же и Шабле.
В Лозанне — тотчас после её присоединения к Берну (1536), в Женеве — несколько позднее (1559) — были основаны академии. Кроме свободных в религиозном отношении Граубюндена, Гларуса и первое время Аппенцелля, как протестантские кантоны, так и католические проводили у себя религиозное единство с обычной в то время исключительностью и нетерпимостью, со смертными казнями, сожжением и изгнаниями, хотя все такие религиозные преследования не достигали здесь тех размеров, как в других странах Европы. Центрами католической пропаганды были Люцерн, где на частные пожертвования была основана иезуитская коллегия, достигшая значительного процветания, и Фрайбург (тоже иезуитская коллегия).

### Контрреформация в Швейцарии
Начиная с 1540-х гг. католическая церковь повела решительное наступление против Реформации повсюду, где та добилась успеха. Такая политика католицизма получила название Контрреформации и нашла своё наиболее яркое выражение в деятельности основанного в 1540 г. Ордена иезуитов и в предпринятых папством мероприятиях по осуществлению решений Тридентского собора 1545—1563 гг.
В 1586 году семь католических кантонов (4 лесных, Цуг, Фрайбург, Золотурн) заключили так называемый «Золотой» (названный так по золочёным заглавным буквам грамоты) или Борромейский союз (по имени кардинала Борромео), обязывавший его членов защищать католицизм внутри каждого кантона, в случае надобности — силой оружия. Швейцарский союз вследствие этого как бы распался. Католические кантоны имели свои сеймы в Люцерне, протестантские — свои в Арау, хотя рядом сохранялись и прежние общие, утратившие большую долю своего и без того скромного значения. Внутренняя связь между двумя частями Швейцарии ослабела; зато укрепилась связь между кантонами одной религии. Однако оставались общие дела, например управление землями, состоявшими в общем владении кантонов разных религий; это общее владение являлось ареной постоянной борьбы, отражавшейся и на подвластных землях, в которых поочерёдно управляли и судили католические и протестантские фогты.
В 1587 году 6 из 7 католических кантонов заключили дружеский союз с Филиппом II Испанским. В 1597 году Аппенцелль вследствие религиозной борьбы распался на 2 полукантона: католический Иннерроден и протестантский Ауссерроден. Ближайшим поводом к распадению послужила борьба из-за введения григорианского календаря, который был принят католическими кантонами и не принят протестантскими; спор этот чуть было не привёл к гражданской войне. Католические кантоны хотели насильственно ввести новый календарь в тех землях, которые находились в общем владении нескольких кантонов и в которых они могли это сделать, опираясь на право большинства. Протестантские кантоны не соглашались, настаивая на том, что вопрос о календаре, как вопрос религиозный, не подлежит решению по большинству голосов. Война была предупреждена посредническим вмешательством Франции, устроившей соглашение, по которому произошло размежевание между землями старого и нового стиля. Только в начале XVIII века, когда для протестантов религиозная точка зрения потеряла своё преобладающее значение, протестантские кантоны один за другим тоже приняли григорианский календарь (подробности религиозной борьбы — см. Реформация, Цюрихская реформация, Кальвин, Женева).

### Экономическое развитие Швейцарского союза
Религиозная борьба, ослабившая единство Швейцарии, затормозила развитие её экономического благосостояния. В течение XVI в. Швейцарию не раз посещали чумные эпидемии и голод. Только в XVII в. промышленность опять начала быстро развиваться. Особенно благоприятно для неё было то, что Швейцария осталась совершенно в стороне от тридцатилетней войны, задержавшей на много лет экономическое и культурное развитие всей средней Европы. Для Швейцарии она прямо привела только к потере чуждого ей Роттвейля и к признанию её политической самостоятельности Вестфальским мирным договором 1648 г.; но косвенные последствия были неисчислимы. В Швейцарии проявилось и приняло сознательную форму стремление к сохранению нейтралитета в европейских столкновениях — стремление, впоследствии выработавшееся (окончательно только в XIX в.) в форму политической идеи или задачи Швейцарии. В Швейцарии спасались беглецы от религиозных преследований, ища убежища предпочтительно в родственных им по религиозному миросозерцанию кантонах. Тогда же Швейцария стала местом убежища и для политических изгнанников; впоследствии (тоже в XIX в.) значение её в этом смысле стало ещё больше и было как бы признано соседними державами (не раз, впрочем, делавшими попытки нарушить это право).
Изгнанники-гугеноты принесли в Женеву новые отрасли промышленности. В XVII в. в Швейцарии развилась шёлковая, бархатная, ткацкая, хлопчатобумажная, вязальная (вязание чулок) промышленность; появились в зачаточном виде плетение соломы, изделия из волос (конских; матрацы и т. д.), развившиеся уже в XVIII веке. Этому способствовало большее спокойствие в первой половине XVII в., чем где бы то ни было в Европе, а разорение промышленности у соседей благоприятствовало расширению рынков.
Наряду с этими отраслями промышленности сохранялась и такая, как служба наёмниками в иностранных войсках.
К концу XVIII в. Швейцария достигла в области промышленности и торговли довольно значительного расцвета. На востоке особенно развилось хлопчатобумажное производство, в Цюрихе и Базеле — шёлковое; на западе сильное распространение получило часовое производство. Развилась значительно и торговля, несмотря на разные запретительные законы, долго стеснявшие свободное её развитие. Мало-помалу швейцарцы из воинственных наёмников, проливавших свою кровь за деньги на службе у иностранных государей, превратились в мирных промышленников и торговцев.
XVIII в. является также эпохой интеллектуального развития и расцвета Швейцарии. Особенный блеск этой эпохе придаёт деятельность швейцарских учёных (Якоб, Иоганн и Даниил Бернулли, Я. Герман, Л. Эйлер, И. С. Кёниг, А. фон Галлер, Ж.-Ж. Руссо, Ш. Бонне, И. фон Мюллер), писателей (И. Я. Бодмер, И. Я. Брейтингер, С. Гесснер, И. К. Лафатер), педагога И. Г. Песталоцци и других деятелей науки и культуры, но этот блеск лишь ярче подчёркивает политический упадок страны.

### Социальная борьба в Швейцарском союзе
Государственные формы не развивались с той же быстротой, с какой шла вперёд экономическая жизнь. Сельские кантоны сохраняли свои демократические формы. В городских кантонах тоже сохранялись старые формы, в основном принявшие ещё более аристократический характер вследствие уменьшения числа старинных родов, прекращения доступа новым людям в бюргерство и образования нового, численно весьма значительного, но политически бесправного промышленного населения. В Цюрихе, Берне и др. городах уже в XVI в. вывелся обычай поголовного опроса населения. Городские советы являлись органами или одних патрициев (Берн), или патрициев и бюргеров, ставших тоже аристократией. Город делал всё возможное, чтобы задержать развитие деревни. Устраивая школы и университеты для себя, он запрещал устройство школ в деревне; он предписывал деревенскому люду продавать свои продукты не иначе как в своём городе и не иначе как в нём же покупать изделия городской промышленности. В Берне патриции сохранили за собой до самой революции исключительное право покупать привозимые в город сельскохозяйственные продукты в первые часы после открытия рынка.
Ввиду таких политических условий, противоречия классовых интересов в XVII и XVIII в. обострялись и выражались в бунтах, восстаниях, усилении уголовных преступлений и увеличении суровости казней (квалифицированная смертная казнь введена в Швейцарии позже, чем где бы то ни было, но широко применялась до второй половины XVIII в., когда в других странах Европы она начала уже вымирать). Из более общих бунтов важен крестьянский бунт 1653 года, охвативший Базель, Берн, Золотурн, Люцерн.
Спустя 3 года вспыхнула гражданская война («первая Вильмергенская») между католическими кантонами Швиц и Люцерн и протестантскими Цюрихом и Берном, поводом к которой послужило жестокое преследование протестантов в Швице. После сильного поражения, нанесённого бернцам под Вильмергеном, воюющие стороны, при посредстве нейтральных кантонов и иностранных посланников, подписали мирный договор в Бадене, которым был восстановлен status quo. В 1712 г. из-за религиозной вражды снова возникла война между католическими и протестантскими кантонами; последние вмешались в конфликт между аббатом санкт-галленским и протестантами Тоггенбурга. Война эта, известная под именем «второй Вильмергенской», окончилась поражением католиков под Вильмергеном и миром в Арау, по которому бернцы получили графство Баден, завладев таким образом южной частью свободных фогтств. Перевес, со времени битвы при Каппеле (1531) принадлежавший католическим кантонам, перешёл к евангелическим кантонам. В общем, однако, религиозная рознь в XVIII в. уже потеряла свой прежний острый характер; зато усилился разлад между различными классами населения, доходивший не раз до открытых столкновений. Почти в течение всего XVIII в. идёт непрерывная борьба между олигархиями городов и деревенской демократией.
В 1707 г. вспыхнуло восстание против олигархов в Женеве (Пётр Фатио), в 1713 г. — в Цюрихе; в 1723 г. майор Давель составил заговор с целью освободить Ваадт из-под владычества Берна; в 1749 г. в самом Берне началось народное движение, во главе которого стал Самуил Генци. Все эти волнения были с жестокостью подавлены. Также неудачно окончились движения в Женеве (1781—1782 гг.) и во Фрайбурге (революция Шено, 1781—1782 гг.), где произвол аристократической партии, захватившей в свои руки власть, дошёл до чрезвычайных размеров.

## Развал Швейцарского союза

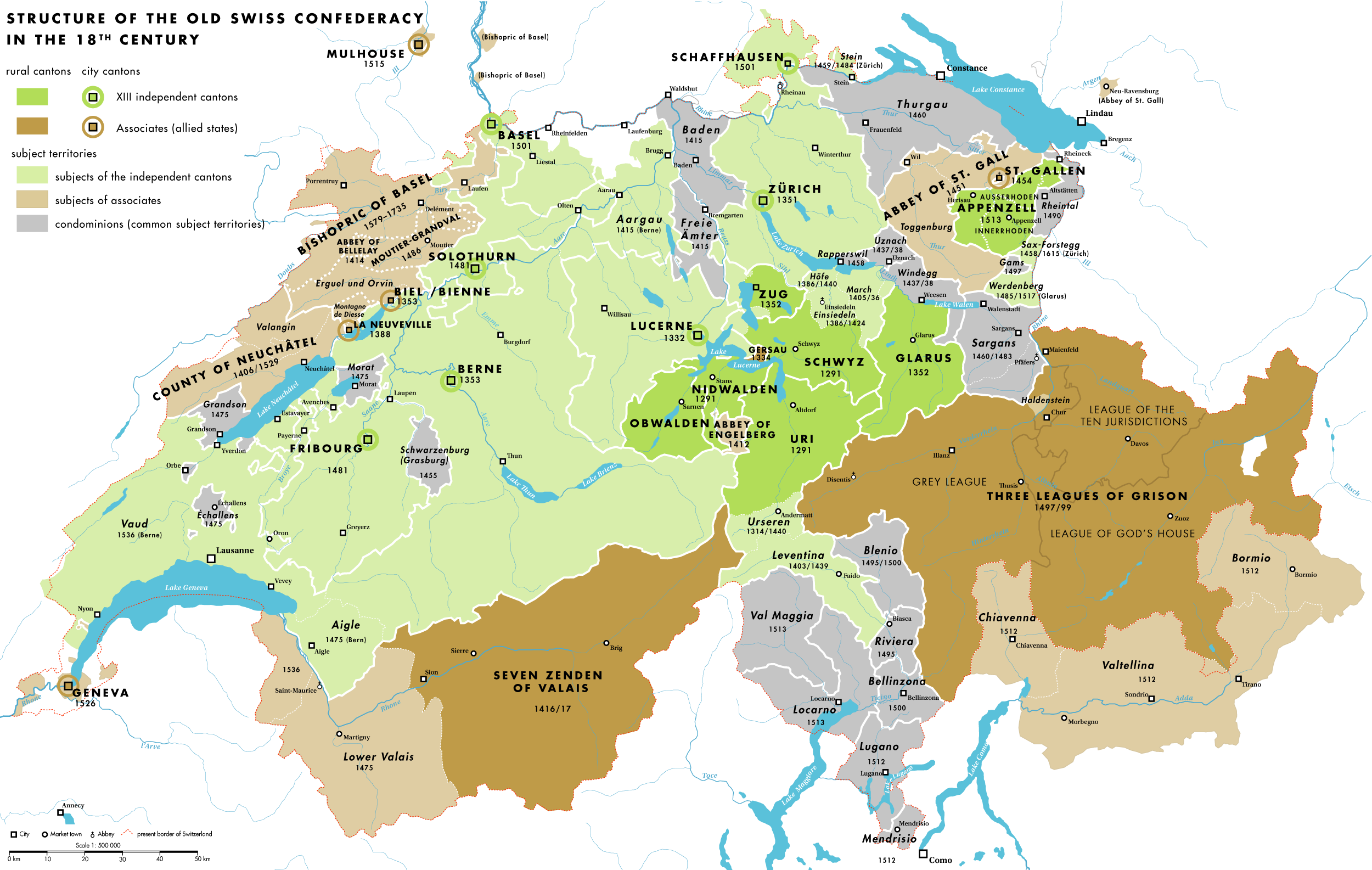
Швейцарский союз в XVIII веке

Когда разразилась Великая французская революция, давно уже царившее в Швейцарии глухое недовольство прорвалось наружу. Несомненную роль сыграли при этом распространившиеся уже в Швейцарии идеи Руссо и пропаганда возникшего в 1790 г. в Париже революционного «Гельветического клуба», печатавшего и распространявшего в Швейцарии, несмотря на усиление цензурных строгостей, пасквили и брошюры революционного содержания. Начались движения в Женеве, Нижнем Вале и Во (Ваадте), быстро, впрочем, подавленные. В епископстве базельском возникла в 1792 г. небольшая Рауракская республика, просуществовавшая всего до мая 1793 г., когда она, по желанию самих граждан, была присоединена к Франции. Вскоре началось движение в епископстве Санкт-Галленском и в кантоне Цюрих, где правительство суровыми мерами по отношению к некоторым общинам, разыскивавшим доказательства своих старых прав, сильно возбудило против себя население.
Между тем отношения между Конфедерацией и Францией становились всё хуже и хуже. В 1797 г. Наполеон присоединил к основанной им Цизальпинской республике Вальтеллину, Бормио и Киавенну. Так как области эти не были непосредственно связаны с Конфедерацией, то это не послужило поводом к войне, тем более что Конфедерация, чувствуя свою слабость, всеми силами старалась сохранить нейтралитет. Раньше нейтралитет Швейцарии был полезен Франции, защищая в критические моменты часть восточной её границы; теперь существование соседнего независимого государства вовсе не входило в виды французского правительства, особенно Наполеона, думавшего создать из Швейцарии республику по образцу Цизальпинской, чтобы стать таким образом хозяином Альп и иметь в своих руках проходы в Италию.
Вскоре представился и удобный случай для вмешательства во внутренние дела Швейцарии. Изгнанный из Во, по возвращении из России (в 1795 г.), Лагарп и базелец Окс вступили в сношения с французской Директорией с целью добиться с её помощью политического переворота в Во. 28 января 1798 г. французские войска под предводительством генерала Менара вступили в Во, объявивший себя за несколько дней перед этим независимым от Берна, под именем Леманской республики. Предлогом для вступления французов послужило убийство двух французских гусаров. Вскоре затем ваадтские общины приняли составленную Оксом и одобренную директорией конституцию единой Гельветической республики, к которой присоединился также и Базель, и таким образом Леманская республика прекратила своё существование. Революционное движение быстро распространилось и в остальных кантонах. Только Берн сохранил своё прежнее олигархическое правление и приготовился к борьбе с французами. Несмотря на храброе сопротивление бернцев, генерал Брюн, заменивший Менара, разбил их и принудил город к капитуляции, причём победителям досталось около 40 млн франков.